# ZZ Ward
Zsuzsanna Eva Ward (n. 2 de junio de 1986; Rosenburg, Oregon. Conocida como ZZ Ward, es una cantante y compositora estadounidense que firmó con Hollywood Records para lanzar su EP debut, Criminal (2012), que precedió al lanzamiento de su álbum de estudio debut, Till the Casket Drops, ese mismo año. Su segundo álbum de estudio, The Storm (2017), alcanzó el primer puesto en la lista Billboard Blues Albums. Su tercer álbum de estudio, Dirty Shine (2023), se lanzó de forma independiente y recibió elogios de la crítica.[3] El 14 de marzo de 2025 lanzó su cuarto álbum de estudio titulado Liberation.

ZZ lanzó su EP debut Criminal el 8 de mayo de 2012. Su álbum de estudio debut Til the Casket Drops, fue publicado el 16 de octubre de 2012. «Put The Gun Down», su primer sencillo, ingresó rápidamente al Top 10 de AAA el 3 de febrero de 2013, manteniéndose en el puesto por 10 semanas, y también ingresó en el Top 40 Alternative de Billboard. Sus presentaciones notables incluyen Coachella Valley Music and Arts Festival de 2014, Bonnaroo Music Festival, y un gira pequeña con Eric Clapton. Dos de sus canciones más populares (Til The Casket Drops y Last Love Song) forman parte del soundtrack de la tercera y quinta temporada de la serie Pretty Little Liars. Su segundo álbum de estudio The Storm,  lanzado el 30 de junio de 2017, alcanzó la posición número 1 en el Billboard Blues Albums Chart.

## Discografía

### Álbumes de estudio
| Título               | Detalles del álbum                                                                                            | Posición en las listas | Posición en las listas | Posición en las listas | Ventas        |
| Título               | Detalles del álbum                                                                                            | US                     | US Rock                | US Blues               | Ventas        |
| -------------------- | --- | ---------------------- | ---------------------- | ---------------------- | ------------- |
| Til the Casket Drops | • Lanzamiento: 16 de octubre de 2012 • Discografía: Hollywood Records • Formatos: CD, Descargas Digitales     | 72                     | 32                     | —                      | • US: 146,000 |
| The Storm            | • Lanzamiento: 30 de junio de 2017 • Discografía: Hollywood Records • Formatos: CD, Descargas Digitales       | 75                     | 12                     | 1                      |               |
| Dirty Shine          | • Lanzamiento: 8 de septiembre de 2023 • Discografía: Dirty Shine Records • Formatos: CD, Descargas Digitales |                        |                        |                        |               |
| Liberation           | • Lanzamiento: 14 de marzo de 2025 • Discografía: Dirty Shine Records • Formatos: CD, Descargas Digitales     |                        | —                      | • US:                  |               |

### EP
| Título       | Detalles                                                                                                 |
| ------------ | --- |
| Criminal     | • Lanzamiento: 8 de mayo de 2012 • Discografía: Hollywood Records • Formatos: CD, Descargas Digitales    |
| Love and War | • Lanzamiento: 28 de agosto de 2015 • Discografía: Hollywood Records • Formatos: CD, Descargas Digitales |

### Mixtapes
| Título       | Detalles                                                                                            |
| ------------ | --------------------------------------------------------------------------------------------------- |
| Eleven Roses | • Lanzamiento: 1 de febrero de 2012 • Discografía: Hollywood Records • Formatos: Descarga Digitales |

### Sencillos
Como solista
| Título                                 | Año  | Posición en las listas | Posición en las listas | Posición en las listas | Álbum                |
| Título                                 | Año  | US Adult               | US Alt                 | US Dance               | Álbum                |
| -------------------------------------- | ---- | ---------------------- | ---------------------- | ---------------------- | -------------------- |
| "Put The Gun Down"                     | 2012 | —                      | 39                     | —                      | Til The Casket Drops |
| "Criminal" (feat. Freddie Gibbs)       | 2013 | —                      | —                      | —                      | Til The Casket Drops |
| "365 Days"                             | 2013 | 28                     | —                      | —                      | Til The Casket Drops |
| "Last Love Song"                       | 2014 | 30                     | —                      | 19                     | Til The Casket Drops |
| "Love 3X"                              | 2015 | —                      | —                      | 5                      | Love and War         |
| "The Deep" (feat. Joey Purp)           | 2017 | —                      | —                      | —                      | n/a                  |
| "Help Me Mama"                         | 2017 | —                      | —                      | —                      | The Storm            |
| "Cannonball" (feat. Fantastic Negrito) | 2017 | —                      | —                      | —                      | The Storm            |
| "Ride" (feat. Gary Clark Jr.)          | 2017 | —                      | —                      | —                      | The Storm            |
| "Domino" (feat. Fitz)                  | 2017 | —                      | —                      | —                      | The Storm            |
| "Bag Of Bones" (Fan Version)           | 2017 | —                      | —                      | —                      | The Storm            |
| "Sex & Stardust"                       | 2019 | —                      | —                      | —                      | n/a                  |
| "Break Her Heart"                      | 2020 | —                      | —                      | —                      | n/a                  |
| "The Dark"                             | 2020 | —                      | —                      | —                      | n/a                  |

Como artista invitada
| Canción                                                       | Artista(s)       | Álbum        | Año  |
| ------------------------------------------------------------- | ---------------- | ------------ | ---- |
| "See the World" (feat. Asher Roth, Chuck Inglish and ZZ Ward) | Blended Babies   | n/a          | 2013 |
| "Parties at the Disco" (feat. ZZ Ward)                        | Asher Roth       | RetroHash    | 2014 |
| "Breath of Me" (with ZZ Ward)                                 | Robben Ford      | Into The Sun | 2015 |
| "Hold My Heart" (feat. ZZ Ward)                               | Lindsey Stirling | Brave Enough | 2016 |
| "7 Digits" (feat. Freddie Gibbs, Nico Segal & ZZ Ward)        | Rich Gains       | Gains        | 2017 |

### Apariciones en Películas & Series De Televisión
| Canción                                  | Serie/Película      | Notas                               |
| ---------------------------------------- | ------------------- | ----------------------------------- |
| "Til The Casket Drops"                   | Pretty Little Liars | Freeform; temporada 3, promo, 2012. |
| "Last Love Song"                         | Pretty Little Liars | Freeform; temporada 5, promo, 2014  |
| "Last Love Song"                         | The Vineyard        | ABC Family, 2014                    |
| "Home"                                   | The Vineyard        | ABC Family, temporada 1, episodio 7 |
| "365 Days"                               | The View            | ABC, opening theme song, 2013       |
| "Put The Gun Down"                       | We're the Millers   | 2013                                |
| "Put The Gun Down"                       | The Voice           | promo                               |
| "Put The Gun Down"                       | Guilt               | Freeform                            |
| "Move Like U Stole It"                   | Guilt               | Freeform                            |
| "Move Like U Stole It"                   | Awkward             | MTV, temporada 2 final, 2012        |
| "Move Like U Stole It"                   | The Good Wife       | CBS, temporada 5, promo 2013        |
| "Move Like U Stole It"                   | Shameless (US)      | Showtime, temporada 4, 2014         |
| "Criminal"                               | Reckless            | CBS                                 |
| "Criminal"                               | Veronica Mars       | 2014                                |
| "Got It Bad"                             | Ironside            | NBC                                 |
| "Charlie Ain't Home"                     | Single Ladies       | VH1                                 |
| "Charlie Ain't Home"                     | Justified           | FX                                  |
| "Ghost"                                  | Riverdale           | The CW, temporada 2, episodio 4     |
| "OverdoZZe" (feat. Pell)                 | Riverdale           | The CW, temporada 1                 |
| "Snakes"                                 | Los Sims 4          | canción oficial                     |
| "Ride" (feat. Gary Clark Jr.)            | Cars 3              | canción principal                   |
| "Runnin' Down A Dream" (Tom Petty Cover) | NASCAR On NBC       | theme song                          |